# Német festők listája
Ez a lista a német festők, grafikusok nevét tartalmazza ábécé sorrendben.   
| Ábécé szerinti tartalomjegyzék                      |
| --------------------------------------------------- |
| A B C D E F G H I J K L M N O P Q R S T U V W X Y Z |

## A, Á
- Hans von Aachen (1552–1615)
- Andreas Achenbach (1815–1910)
- Oswald Achenbach (1827–1905)
- Josef Albers (1888–1976)
- Jakob Alt (1789–1872)
- Albrecht Altdorfer (1480–1538)
- Hans Arp (1886–1966)
- Helmut von Arz (1930–)
- Asam testvérek (18. század)

## B

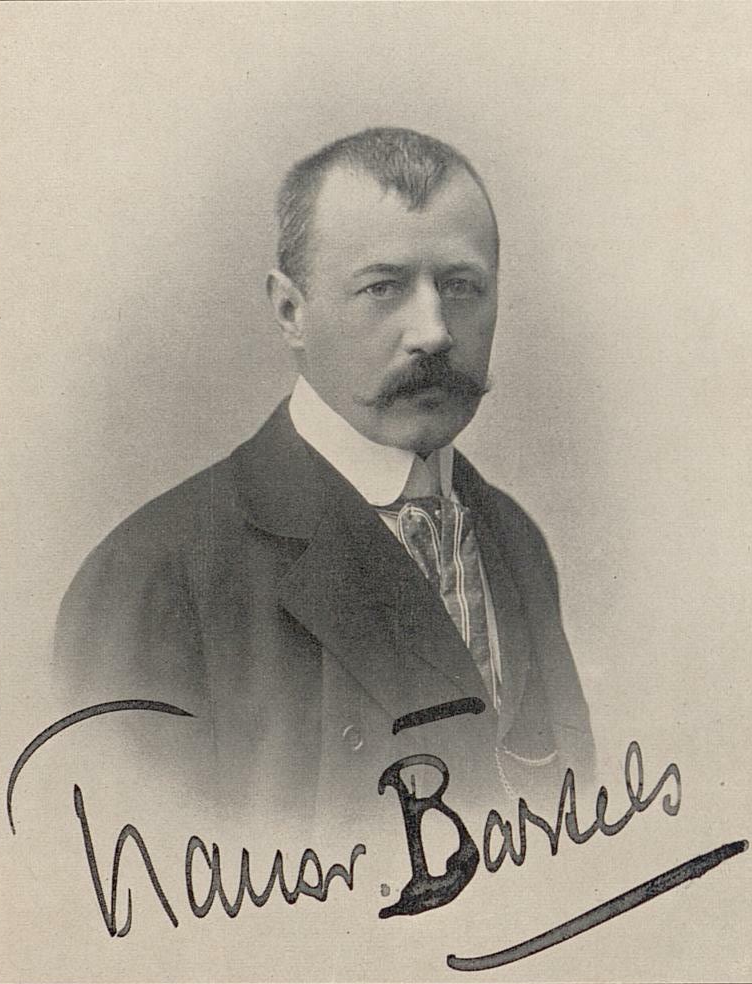
Hans von Bartels

- Gottlieb Friedrich Bach (1714–1785)
- Johann Philipp Bach (1752–1846)
- Hans von Bartels, (1856–1913)
- Georg Baselitz (1938–)
- Jakob Becker (1810–1872)
- Melchior Bocksberger (1540–1589)
- Id. Jörg Breu (1480–1537)
- Hans Burgkmair (1473–1531)

## C
- Lovis Corinth (1858–1925)
- Id. Lucas Cranach (1472–1553)

## D
- Otto Dix (1891–1969)
- Eugen Dücker (1841–1916)
- Albrecht Dürer (1471–1528)

## E, É
- Adam Elsheimer (1578–1610)
- Max Ernst (1891–1976)

## F
- Sofia Fränkl (?) magyar–német
- Caspar David Friedrich (1774–1840)
- ifj. Rueland Frueauf (1465–1547)
- Heinrich Füger (1751–1818)

## G
- Eduard Gerhardt (1812–1888)
- Leo Goetz (1883–1962)
- Anagarika Govinda (1896–1985)
- Urs Graf (~1485–1529)
- George Grosz (1893–1959) német-amerikai
- Matthias Grünewald (1470–1528)

## H
- Erich Heckel (1883–1970)
- Theodor Hildebrandt (1804–1874)
- Ernst Theodor Amadeus Hoffmann, (1776–1822)
- Hans Holbein, id. (1465–1524)
- Hans Holbein, ifj. (1497–1543)

## I, Í
- Jörg Immendorff, (1945–2007)

## K
- George Kenner (1888–1971)
- Ernst Ludwig Kirchner (1880–1938)

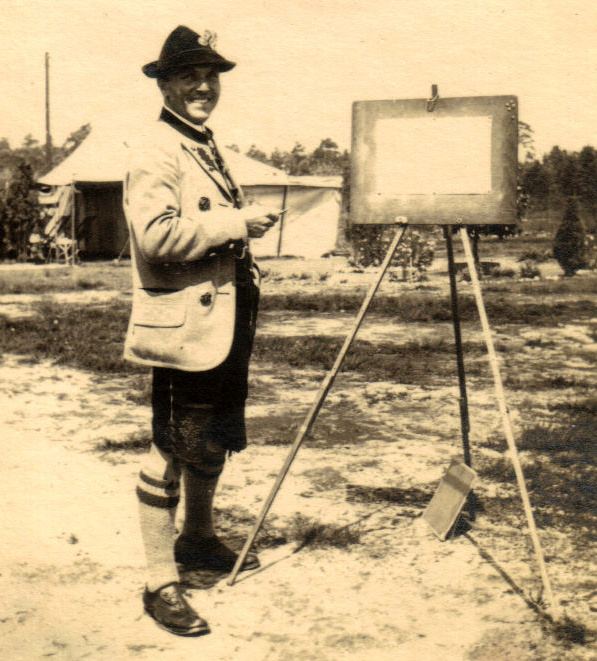
George Kenner

- Robert Koehler (1850–1917) német-amerikai
- Käthe Kollwitz (1867–1945)
- August Kopisch (1799–1853)
- August von Kreling (1819–1876)

## L
- Michael Lassel (1948–)
- Margaret Leiteritz,
- Franz von Lenbach (1836–1904)
- Max Liebermann (1847–1935)
- Stephan Lochner (~1400–1451)

## M
- August Macke (1887–1914)
- Franz Marc (1880–1916)
- Hans von Marées (1837–1887)
- Franz Anton Maulbertsch (1724–1796)
- Georg Muche (1895–1987)
- Otto Mueller (1874–1930)

## N
- Ernst Wilhelm Nay (1902–1968)
- Eugen Napoleon Neureuther (1806–1882)
- Emil Nolde (1867–1956)

## O
- J.H. Ferdinand Olivier, (?–1841)
- Johann Friedrich Overbeck (1789–1869)

## P
- Max Pechstein (1881–1955)
- Karl von Piloty (1826–1886)
- Johann Wilhelm Preyer (1803–1886)

## R
- Christian Rohlfs (1849–1938)
- Johann Melchior Roos (1659–1731)
- Philipp Otto Runge (1777–1810)

## S

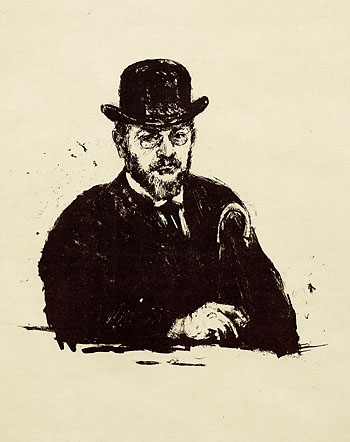
Max Slevogt: Önarckép kalappal (1908)

- Friedrich Wilhelm von Schadow (1789–1862)
- Christoph Thomas Scheffler (1699–1756)
- Oskar Schlemmer (1888–1943)
- Joost Schmidt (1893–1948)
- Karl Schmidt-Rottluff (1884–1976)
- Martin Schongauer (~1450–1491)
- Christoph Schwarz (1548–1592)
- Kurt Schwitters (1887–1964)
- Max Slevogt (1868 – 1932)
- Conrad von Soest (~1370 – 1422)
- Carl Spitzweg (1808 – 1885)
- Hannes Steinert (1954–)
- Joseph Karl Stieler (1781–1858)

## V
- Helmut Vetter (1923–2009)

## W
- Carl Werner (1808–1894)
- Wols (1913–1951)

## Z
- Heinrich von Zügel (1850–1941)